# William Augustus Ogden
William Augustus Ogden, född 1841, död 1897, sångförfattare och kompositör från USA.

## Sånger
- Det finns ett land av ljus och sång
- Hand i hand, hand i hand, fram vi går till ett bättre land
- Jag har hört om Herren Jesus hur han gick på stormigt hav med refrängen
  - Han är likadan i dag, som används som filmmusik i filmen Kyrkoherden.
- När en syndare vänder om
- Är jag en korsets kämpe